# Michel Beaune
Pour les articles homonymes, voir Bosne et Beaune (homonymie).
Michel Bosne, dit Michel Beaune, né le 13 décembre 1933 à Paris et mort dans cette même ville le 24 juillet 1990, est un acteur français. Au début des années 1950, le comédien fait partie de la Bande du Conservatoire.

## Biographie

### Les débuts
Il fut élève de Charles Dullin et de Georges Le Roy. Il entre au Conservatoire d'art dramatique (il en sort avec deux distinctions) où il rencontre plusieurs futurs grands acteurs au sein de la « bande du Conservatoire » : Jean-Pierre Marielle, Annie Girardot, Jean Rochefort et Jean-Paul Belmondo avec lequel il a partagé l'affiche de nombreux films.
Sa carrière débute dans les théâtres parisiens, où il donne notamment la réplique à Delphine Seyrig et à Silvia Monfort. Il intègre ensuite la Comédie-Française comme pensionnaire entre 1956 et 1958 de façon marquante, puis doit passer plus de deux ans dans l’armée pendant la Guerre d’Algérie. Après cet épisode, il rejoint la troupe de Madeleine Renaud et de Jean-Louis Barrault et joue dans Le Marchand de Venise. Il s'orientera plus tard vers le Théâtre de Boulevard tout en participant à de grandes fresques : Les Hauts de Hurlevent, Danton et Robespierre, Kean, Cyrano de Bergerac, etc.

### Cinéma
En 1960, il débute au cinéma dans Les Godelureaux de Claude Chabrol, avec Bernadette Lafont et Jean-Claude Brialy. En 1964, il décroche un petit rôle dans Échappement libre de Jean Becker, avec son ami Jean-Paul Belmondo, également parrain de sa fille Caroline Beaune. Les deux compères tournèrent dans une dizaine de films (Flic ou voyou, Le Guignolo, Le Professionnel, Itinéraire d'un enfant gâté, etc.). Sa carrière cinématographique fut essentiellement constituée de seconds rôles dans de grands films avec les plus grands artistes du cinéma français. Il avait de façon récurrente une scène où, interrogé par le héros, son visage indiquait que sa réponse était importante.
Ami de Belmondo depuis le conservatoire, il sera présent dans un grand nombre des films de ce dernier. Pierre Vernier, autre ami de Belmondo, bénéficiera des mêmes faveurs.

### Télévision
Il tourna beaucoup dans des séries dramatiques ou policières : Les Rois maudits, Rocambole, Schulmeister, l'espion de l'empereur, Les Enquêtes du commissaire Maigret, Commissaire Moulin, etc.

### Mort
Il meurt d'un cancer chez lui, dans son appartement de la rue Lepic à Montmartre. Il est inhumé au cimetière nord de Clichy. Il avait deux filles, Caroline (1959-2014) dont la mère est la comédienne Mireille Calvo-Platero, et Nathalie.

## Filmographie

### Cinéma
- 1960 : Les Distractions de Jacques Dupont (un ami de Frapier (non crédité)
- 1961 : Les Godelureaux de Claude Chabrol
- 1964 : Échappement libre de Jean Becker : Daniel
- 1967 : Vampirisme de Bernard Chaouat
- 1969 : Le Temps de mourir d'André Farwagi : Castagnac
- 1970 : L'Aveu de Costa-Gavras : l'avocat
- 1970 : Sortie de secours de Roger Kahane
- 1972 : L'Attentat de Yves Boisset
- 1972 : Paulina 1880 de Jean-Louis Bertuccelli : Dadi
- 1973 : L'Héritier de Philippe Labro : Frédéric Lambert
- 1974 : Stavisky d'Alain Resnais : le journaliste maître-chanteur
- 1974 : Un jour, la fête de Pierre Sisser
- 1975 : Le Faux-cul de Roger Hanin  : Ferjac
- 1975 : Que la fête commence de Bertrand Tavernier : le capitaine La Griollais
- 1975 : L'Incorrigible de Philippe de Broca : le ministre
- 1975 : Adieu poulet de Pierre Granier-Deferre : l'inspecteur Dupuy
- 1976 : Le Corps de mon ennemi de Henri Verneuil : l'ami d'enfance
- 1976 : La Question de Laurent Heynemann : Professeur Fayard
- 1977 : Préparez vos mouchoirs de Bertrand Blier : le médecin dans la rue
- 1979 : Courage fuyons d'Yves Robert : Noël
- 1979 : Flic ou Voyou de Georges Lautner : Marcel Langlois
- 1979 : Le Mors aux dents de Laurent Heynemann : Froment
- 1980 : Le Guignolo de Georges Lautner : Louis Fréchet
- 1981 : Coup de torchon de Bertrand Tavernier : Vanderbrouck, un nouveau riche arrogant
- 1981 : Le Professionnel de Georges Lautner : le capitaine Valeras
- 1981 : Il faut tuer Birgitt Haas de Laurent Heynemann : Delaunay
- 1983 : Le Battant d'Alain Delon : Pierre Mignot
- 1983 : L'Indic de Serge Leroy : le commissaire Legoff
- 1983 : Tout le monde peut se tromper de Jean Couturier : le notaire
- 1984 : Les Morfalous de Henri Verneuil : le général français
- 1984 : L'Arbalète de Sergio Gobbi : Rigault
- 1984 : Le Cowboy de Georges Lautner : le commissaire
- 1984 : Joyeuses Pâques de Georges Lautner : Rousseau
- 1984 : Mesrine de André Génovès : le commissaire Devos
- 1985 : Lune de miel de Patrick Jamain : Maître Garnier
- 1987 : Le Solitaire de Jacques Deray : le commissaire Pezzoli
- 1988 : Itinéraire d'un enfant gâté de Claude Lelouch : le notaire de Sam
- 1988 : Une affaire de femmes de Claude Chabrol (rôle coupé au montage final)
- 1990 : Feu sur le candidat d'Agnès Delarive : le ministre

### Télévision
- 1963 : L'inspecteur Leclerc enquête : L'agent double de Maurice Cazeneuve : un agent de la DST
- 1964 : Gaspard des montagnes de Henri Pourrat, réalisé par Jean-Pierre Decourt : Valentin Verdier
- 1964 : Rocambole : L'Héritage mystérieux de Jean-Pierre Decourt : Armand de Kergaz
- 1965 : Le Bonheur conjugal de Jacqueline Audry
- 1966 : Le Chevalier d'Harmental de Jean-Pierre Decourt : Montmorency
- 1968 : Le Tribunal de l'impossible de Michel Subiela (série télévisée) (épisode Nostradamus alias Le Prophète en son pays) de Pierre Badel : D'Armentin
- 1969 : Au théâtre ce soir : Un ami imprévu de Robert Thomas d’après Agatha Christie, mise en scène Roland Piétri, réalisation Pierre Sabbagh, théâtre Marigny
- 1970 : Les Enquêtes du commissaire Maigret de Claude Barma, épisode : L'Écluse n° 1 : Gaston, le Capitaine
- 1970 : Allô Police (Épisode "Retour à l'envoyeur") de Daniel Lecomte : Perrault, le masseur
- 1971 : Schulmeister, espion de l'empereur : Au pays de l'eau tranquille) de Jean-Pierre Decourt : Louis Bonaparte, roi de Hollande
- 1972 : François Gaillard ou la vie des autres, feuilleton télévisé de Jacques Ertaud - épisode : Joseph
- 1972 : Au théâtre ce soir : Les Français à Moscou de Pol Quentin, mise en scène Michel Roux, réalisation Georges Folgoas, théâtre Marigny
- 1972 : Les Évasions célèbres, épisode L'étrange trépas de Monsieur de la Pivardière : Lieutenant Bonnet
- 1972 : Les Six Hommes en question de Frédéric Dard et Robert Hossein, réalisation Abder Isker
- 1972 : Les Rois maudits de Claude Barma (Édouard II d'Angleterre)
- 1972 : De sang froid d'Abder Isker
- 1972 : Les Enquêtes du commissaire Maigret de Jean-Louis Muller, épisode : Le Port des brumes : Martineau
- 1972 : Talleyrand ou Le Sphinx incompris de Jean-Paul Roux : Calonne
- 1973 : Pour Vermeer de Jacques Pierre
- 1973 : Au théâtre ce soir : Jeux d'esprits de Noël Coward, mise en scène Jacques François, réalisation Georges Folgoas, théâtre Marigny
- 1974 : Au théâtre ce soir : Édouard, mon fils de Robert Morley et Noel Langley, mise en scène Jacques Ardouin, réalisation Georges Folgoas, théâtre Marigny
- 1974 : Jo Gaillard  (série télévisée) Épisode Cargaison dangereuse: Bérétti
- 1975 : L'Ingénu de Jean-Pierre Marchand
- 1976 : Commissaire Moulin : "La surprise du chef" de Jacques Trébouta
- 1976 : Messieurs les jurés : L'Affaire Craznek de Michel Genoux
- 1976 : Adios, mini-série réalisée par André Michel
- 1977 : Dossier danger immédiat (Épisode "L'affaire Martine Desclos") de Claude Barma
- 1977 : Richelieu ou Le Cardinal de Velours de Jean-Pierre Decourt
- 1978 : Madame le juge (Épisode Monsieur Bais) de Claude Barma
- 1979 : Au théâtre ce soir : Tout dans le jardin d'Edward Albee d'après Giles Cooper, mise en scène Michel Bertay, réalisation Pierre Sabbagh, théâtre Marigny
- 1979 : Les Enquêtes du commissaire Maigret, épisode : Maigret et la dame dÉtretat de Stéphane Bertin, adaptation de Maigret et la vieille dame
- 1979 : Par-devant notaire segment Succession veuve Bernier : Me Rollin
- 1980 : Commissaire Moulin (Épisode Le diable a aussi des ailes) de Guy-André Lefranc
- 1981 : Julien Fontanes, magistrat (Épisode La dernière haie) de François Dupont-Midy
- 1982 : Médecins de nuit de Stéphane Bertin, épisode : La nuit d'Espagne (série télévisée), Le patron du café
- 1983 : Les Enquêtes du commissaire Maigret d'Alain Levent (série télévisée), épisode : La Colère de Maigret
- 1983 : La Veuve rouge d'Édouard Molinaro
- 1984 : L'Homme de Suez de Christian-Jaque
- 1984 : Série noire : Sa majesté le flic de Jean-Pierre Decourt
- 1984 : Billet doux de Michel Berny
- 1985 : Pitié pour les rats de Jacques Ertaud
- 1985 : Néo polar, épisode : L'amour en gâchette de Pierre Desagneau
- 1988 : Les Enquêtes du commissaire Maigret, épisode : La Vieille Dame de Bayeux de Philippe Laïk
- 1990 : Les Enquêtes du commissaire Maigret, épisode : Stan le tueur de Philippe Laïk

## Théâtre
- 1954 : Les Boulingrin de Georges Courteline
- 1954 : Port-Royal d'Henry de Montherlant, mise en scène Jean Meyer, Comédie-Française
- 1955 : Les Poissons d'Or de René Aubert, mise en scène André Villiers, Théâtre en Rond : Marco
- 1956 : Marie Stuart de Frédéric Schiller, mise en scène Raymond Hermantier, théâtre Hébertot
- 1957 : Amphitryon de Molière, mise en scène Jean Meyer, Comédie-Française
- 1961 : Jean de la Lune de Marcel Achard, mise en scène Pierre Dux, théâtre des Célestins
- 1964 : Les Ailes de la colombe de Christopher Taylor, mise en scène Michel Fagadau, théâtre des Mathurins
- 1965 : L'Accusateur public de Fritz Hochwälder, mise en scène Claude Régy, théâtre des Mathurins
- 1965 : La Seconde Surprise de l'amour de Marivaux, mise en scène Maurice Guillaud, Festival du Marais
- 1966 : L'Idiot de Dostoïevski, mise en scène André Barsacq, théâtre de l'Atelier
- 1967 : Le Roi Lear de William Shakespeare, mise en scène Georges Wilson, TNP théâtre de Chaillot
- 1968 : Les Rosenberg ne doivent pas mourir d'Alain Decaux, mise en scène Jean-Marie Serreau, Tréteaux de France, théâtre de la Porte-Saint-Martin
- 1969 : Un ami imprévu de Robert Thomas d’après Agatha Christie, mise en scène Roland Piétri, Comédie des Champs-Élysées
- 1970 : Double Jeu de Robert Thomas, mise en scène Jacques Charon, théâtre Édouard VII
- 1973 : Le Tournant de Françoise Dorin, mise en scène Michel Roux, théâtre de la Madeleine
- 1976 : Gilles de Rais de Roger Planchon, mise en scène de l'auteur, TNP Villeurbanne
- 1977 : Gilles de Rais de Roger Planchon, mise en scène de l'auteur, théâtre national de Chaillot
- 1977 : Un ennemi du peuple d'Henrik Ibsen, mise en scène Étienne Bierry, théâtre Édouard VII
- 1979 : Danton et Robespierre d'Alain Decaux, Stellio Lorenzi et Georges Soria, mise en scène Robert Hossein, Palais des congrès de Paris
- 1979 : Les Hauts de Hurlevent d'après Emily Brontë, mise en scène Robert Hossein, théâtre de Boulogne-Billancourt
- 1981 : Jacques et son maître de Milan Kundera, mise en scène Georges Werler, théâtre des Mathurins
- 1983 : Un grand avocat de Henry Denker, mise en scène Robert Hossein, théâtre Mogador
- 1986 : Les Brumes de Manchester de Frédéric Dard, mise en scène Robert Hossein, théâtre Marigny
- 1987 : Les Brumes de Manchester de Frédéric Dard, mise en scène Robert Hossein, théâtre de Paris
- 1987 : Kean de Jean-Paul Sartre d'après Alexandre Dumas, mise en scène Robert Hossein, théâtre Marigny
- 1988 : Ma cousine de Varsovie de Georges Berr et Louis Verneuil, mise en scène Jean-Claude Islert, théâtre de la Michodière
- 1989 : Un mois à la campagne d’Ivan Tourgueniev, mise en scène Bernard Murat, théâtre Édouard VII
- 1990 : Cyrano de Bergerac d'Edmond Rostand, mise en scène Robert Hossein : Le Bret

## Doublage

### Cinéma
- 1978 : Piranhas : le colonel Waxman (Bruce Gordon)
- 1979 : Nosferatu, fantôme de la nuit : Schrader (Carsten Bodinus)
- 1979 : 1941 : Claude Crumn (Murray Hamilton)
- 1979 : Kramer contre Kramer : Jim O'Connor (George Coe)
- 1979 : Justice pour tous : Frank Bowers (Craig T. Nelson)
- 1979 : Le Putsch des mercenaires : Mallan (Victor Melleney)
- 1980 : Elephant Man : Dr Fox (John Standing)
- 1980 : La Cage aux folles 2 : Renato Baldi (Ugo Tognazzi)
- 1981 : Rien que pour vos yeux : le joueur au casino (Paul Brooke) et Sir Timothy Havelock (Jack Hedley)
- 1981 : Sanglantes Confessions : Jack Amsterdam (Charles Durning)
- 1983 : Escroc, Macho et Gigolo : le sénateur Anderson (Don Fitzgerald)
- 1983 : Un fauteuil pour deux : le prêteur sur gages (Bo Diddley)
- 1983 : L'Héritier de la panthère rose : l'inspecteur en chef Charles LaRousse Dreyfus (Herbert Lom)
- 1984 : Le Flic de Beverly Hills : le maître d'hôtel du Harrow Club (Jack Heller)
- 1985 : Brazil : M. Warrenn (Ian Richardson)
- 1985 : D.A.R.Y.L. : le colonel (Robert Arden) (1er doublage)
- 1987 : Wall Street : Lynch (James Karen)
- 1988 : Piège de cristal : l'agent Big Johnson (Robert Davi)
- 1990 : À la poursuite d'Octobre rouge : l'ambassadeur Andrei Lysenko (Joss Ackland)

### Télévision
- 1978 : Le Renard : Anton Petzold  (Horst Naumann) (S02E02, ép. 'Musique de nuit')
- 1981 : La Chartreuse de Parme : le comte Mosca (Gian Maria Volonté)
- 1987 : Les Douze Salopards : Mission Suicide : Ernesto Ferruci (Paul Picerni)
- 1987 : Madame est servie : Max Muldoon, un prétendant de Mona (Leslie Nielsen)